# Mieszko II l'Obèse
Pour les articles homonymes, voir Mieszko.
Mieszko II l’Obèse (en polonais Mieszko II Otyły), de la dynastie des Piasts, est né vers 1220 et décédé le 18 octobre ou le 22 octobre 1246. Il est le fils aîné de Casimir Ier d’Opole.
Il a été le duc d’Opole et de Racibórz de 1230 à 1246 (il a effectivement gouverné à partir de 1239).

## Biographie
À la mort de son père en 1230, il est trop jeune pour régner. Lui et sa famille sont pris sous la protection d’Henri Ier le Barbu. Sa mère assure la régence et poursuit la politique d’étroite collaboration avec l’Église, mise en place par Casimir d’Opole. En 1233, sans doute avec l’accord d’Henri Ier le Barbu, elle obtient une bulle du pape Grégoire IX par laquelle il la place, ainsi que ses enfants, sous la protection de l’archevêché de Gniezno et de l'évêché de Wrocław et d’Olomouc.
L’année suivante, Henri Ier prend le contrôle du duché d’Opole, donnant en échange à la famille de Casimir Ier d’Opole les régions de Kalisz et de Wieluń. Cependant, il ne remet pas en question le droit des fils de Casimir à régner sur ce duché. En 1238, à la suite de la mort d’Henri Ier le Barbu, son fils Henri II le Pieux reprend le duché d’Opole et de Racibórz sous sa protection mais doit très vite reconnaître le droit de Mieszko à gouverner le duché de son père.
Dès le début 1239, Miesko II l’Obèse prend la succession de son père. Alors qu’il embrasse le pouvoir dans le duché d’Opole et de Racibórz, sa mère et son jeune frère Ladislas d’Opole continuent à régner sur le duché de Kalisz, sous la protection du duc de Wrocław.
Au début 1241, son règne est brutalement perturbé par l’invasion mongole. Contrairement au duc de Sandomierz Boleslas V le Pudique, Mieszko n’abandonne pas son duché aux envahisseurs et fait front. En mars 1241, il attaque par surprise des détachements Mongols qui s’apprêtent à traverser l’Oder, ce qui laisse à Henri le temps de se préparer à la bataille. Se contentant d'avoir retardé la bataille, Miszko ne prend pas le risque d’affronter le gros de la horde mongole et se replie sur Legnica. La fuite de Mieszko et de son armée à un moment crucial de la bataille est sans doute la cause de la défaite d'Henri II.
Dès mai 1241, Mieszko réapparaît dans son duché et se met à restaurer les territoires dévastés. En 1241, Ladislas, son frère cadet atteint l’âge de la majorité. Se contentant de régner sur le duché de Kalisz, il abandonne sa part d'héritage à Mieszko. La mort d’Henri II change la situation, son successeur souhaite récupérer Kalisz. En 1244, Ladislas abandonne Kalisz pour ne conserver que Wieluń (jusqu’en 1249).
En 1243, Mieszko II soutient militairement son beau-père Conrad Ier de Mazovie dans sa lutte pour conserver le trône de Cracovie. Ils sont écrasés par Boleslas V le Pudique.
Pendant tout son règne, Mieszko s'efforce sans beaucoup de résultats, de poursuivre la politique de développement économique initiée par son père. D'une santé fragile, il décède le 18 ou le 22 octobre 1246, sans laisser de descendance. Ses possessions vont à son jeune frère Ladislas.

## Mariage
Son mariage avec Judith de Mazovie, fille de Conrad Ier, duc de Mazovie et princeps de Pologne est un des premiers actes politiques de Mieszho II. Ce mariage qui lui permet d’être moins dépendant d’Henri II le Pieux, demeure sans descendance.